# IC 4112
IC 4112 ist ein Stern im Sternbild Canes Venatici am Nordsternhimmel, die der Astronom Max Wolf am 21. März 1903 fälschlich als IC-Objekt beschrieb.